# Florian Kainz
Florian Kainz (* 24. Oktober 1992 in Graz) ist ein österreichischer Fußballnationalspieler. Er spielt für den deutschen Erstligisten 1. FC Köln.

## Karriere

### Verein
Seine ersten fußballerischen Gehversuche machte Kainz als Siebenjähriger beim steirischen Unterklasseverein FC Stattegg. Bereits ein Jahr später (2000) wurde er an den SK Sturm Graz verliehen, der ihn 2002 verpflichtete. Bei den Grazern durchlief er bis hin zur Fußballakademie die verschiedenen Altersstufen und erhielt eine profunde fußballerische Ausbildung.
Am 2. Juni 2009 gab der Mittelfeldspieler im Meisterschaftsspiel der Regionalliga Mitte im Auswärtsspiel beim SC Weiz (2:4) seinen Einstand in der zweiten Mannschaft des SK Sturm Graz. Kainz durfte vom Anpfiff an mitmachen und wurde nach 77 Minuten ausgewechselt. Er gehörte von da an dem Kader der zweiten Mannschaft an und konnte bis zum Ende der Saison 2008/09 noch weitere drei Einsätze verzeichnen. In der Saison 2009/10 kam Kainz in der zweiten Mannschaft des SK Sturm Graz auf 26 Einsätze, in denen er drei Tore erzielte. Die beiden ersten Treffer im Erwachsenenbereich waren gleich ein „Doppelpack“, erzielt am 6. November 2009 beim 4:1-Sieg gegen den FC Wels. Seine beständigen Leistungen wurden vom SK Sturm Graz am 1. Dezember 2009 mit einem Vertrag als Jungprofi belohnt.
Im Sommer 2010 wurde Kainz von Trainer Franco Foda für die Saison 2010/11 in den erweiterten Kader der Profimannschaft des SK Sturm Graz aufgenommen. Damit ging es für Florian Kainz Schlag auf Schlag. Durch einige Ausfälle bedingt durfte Kainz am 13. August 2010 sein Debüt in der Profimannschaft geben, als er im ÖFB-Cup 2010/11 beim 2:1-Auswärtssieg der Grazer beim Regionalligisten SV Horn nach 69 Minuten für Christian Klem aufs Feld kam. Am 19. August 2010 durfte Kainz auch sein internationales Debüt in der Profimannschaft geben, als er in der Qualifikation zur UEFA Europa League 2010/11 gegen Juventus Turin (1:2) sogar in der Startformation auflaufen durfte. In der 72. Minute wurde er durch Christian Klem ersetzt.
Am 22. Juli 2014 wechselte Kainz zum Bundesligaverein SK Rapid Wien.

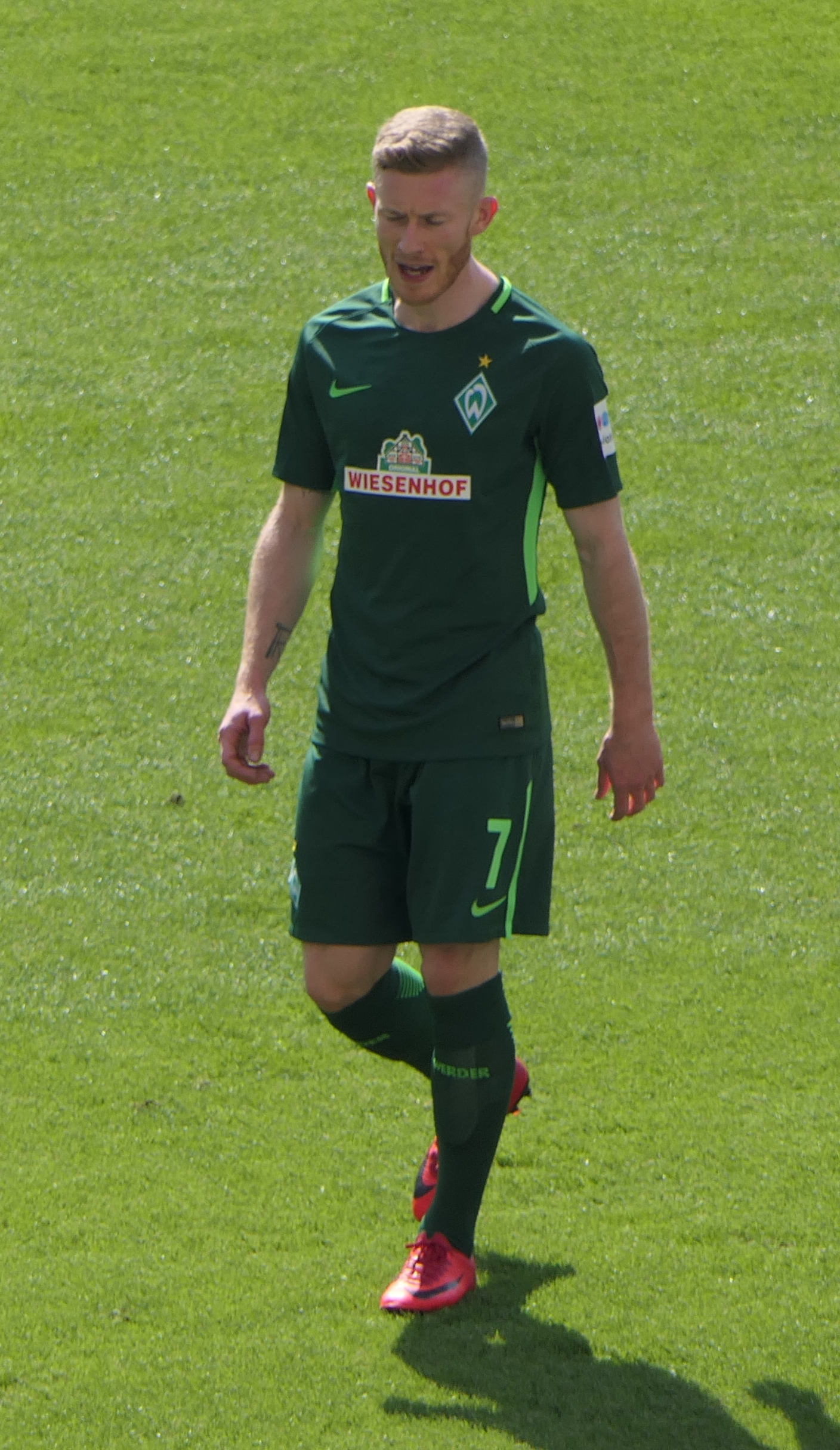
Florian Kainz bei Werder Bremen 2018

Zur Saison 2016/17 wechselte er zum deutschen Bundesligisten Werder Bremen. Seinen ersten Treffer für Bremen erzielte er beim 3:0-Heimsieg gegen RB Leipzig am 25. Spieltag.
In der Bundesligasaison 2018/19 absolvierte der Österreicher in der Hinserie zehn Partien für Werder und wechselte innerhalb der Wintertransferperiode zum Zweitligisten 1. FC Köln, bei dem er einen bis 2022 gültigen Vertrag unterzeichnete. Am Ende der Saison stieg Kainz mit Köln als Zweitligameister in die Bundesliga auf. Im März 2022 wurde sein Vertrag bis 2024 verlängert, im Jänner 2023 verlängerte Kainz seinen Vertrag vorzeitig um ein weiteres Jahr bis Sommer 2025. Im Juli 2023 wurde er zum neuen Kapitän ernannt. Kainz ersetzt somit Jonas Hector, der seine Karriere am Ende der Saison 2022/23 beendete und damit die Kapitänsbinde abgab.

### Nationalmannschaft
Am 11. August 2010 gab Kainz seinen Einstand in der österreichischen U19-Nationalmannschaft. Beim 1:1 gegen Russland unter Teamchef Hermann Stadler in Bad Vöslau konnte er 45 Minuten lang sein Talent unter Beweis stellen.
Am 3. Juni 2011 spielte Kainz erstmals für die U21-Nationalmannschaft von Österreich. Er wurde bei der 0:2-Testspielniederlage in Portugal zur Halbzeit eingewechselt.
Zu seinem ersten Einsatz in der A-Nationalmannschaft kam Kainz am 17. November 2015 im Freundschaftsspiel gegen die Schweiz. Er wurde von Teamchef Marcel Koller in der 82. Minute für Julian Baumgartlinger eingewechselt. Im Mai 2024 wurde er in den vorläufigen Kader Österreichs für die EM 2024 berufen und schaffte es schlussendlich auch in den endgültigen Kader.
Sein erstes Tor für die Nationalmannschaft erzielte Kainz am 27. März 2023 gegen Estland.

## Erfolge
SK Sturm Graz
- Österreichischer Meister: 2011

1. FC Köln
- Deutscher Zweitliga-Meister: 2018/19